# تندیس اسب‌سوار

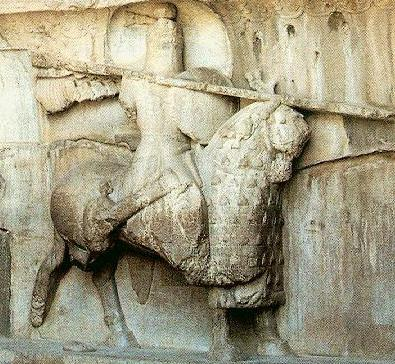
نقش سواره زره‌پوش در تاق بستان.

تندیس اسب‌سوار یا سواردیس گونه‌ای تندیس است که در آن افراد مهم به حالت سوارکاری نشان داده می‌شوند.
از ساخت و نصب این تندیس‌ها بیشتر برای یادبود سالاران لشکرها، سیاست‌مداران فعال در زمینه نظامی و هم‌چنین شهسواران و پهلوانان استفاده می‌شود.
پیشینهٔ ساخت تندیس‌های اسب‌سوار در غرب به دوران یونان باستان بازمی‌گردد. تندیس سوارکار رامپین مربوط به یونان باستان را از پیش‌نمونه‌های آن می‌دانند.
از پیش‌نمونه‌های نیمه‌تندیس‌گونه این مجسمه‌ها در شرق می‌توان به تندیس خسرو پرویز در تاق بستان در غرب ایران اشاره کرد.
در سدهٔ بیستم از محبوبیت این‌گونه تندیس‌ها کاسته شد. یکی از علت‌های آن کاهش علاقه هنرمندان نسبت به سبک معماری مدرسه هنرهای زیبای پاریس) (سبک بوزار) است، یعنی همان سبکی که برای بیشتر سواردیس‌ها به‌کار برده می‌شد. علت دیگر کاهش ساخت این‌گونه تندیس‌ها را می‌توان کنار گذاشته شدن اسب از صحنه کار و جنگ در دنیای معاصر دانست.
با افزایش ساخت یادمان‌های سوارکاران در ایالت‌های جنوب غربی آمریکا در دهه ۱۹۷۰ و اوایل دهه ۱۹۸۰ ساخت این‌گونه تندیس‌ها در غرب رونقی دوباره به خود دید. این آثار جدید را می‌توان به دو دسته بخش کرد. یک دسته بناهای یادبود چهره‌های شاخص تاریخی و دیگر بناهای موضوعی مانند تندیس کابوی‌های آمریکایی. امروزه تندیس‌های اسب‌سوار را می‌توان در سراسر جنوب غرب آمریکا مشاهده کرد.

## رکورددارها

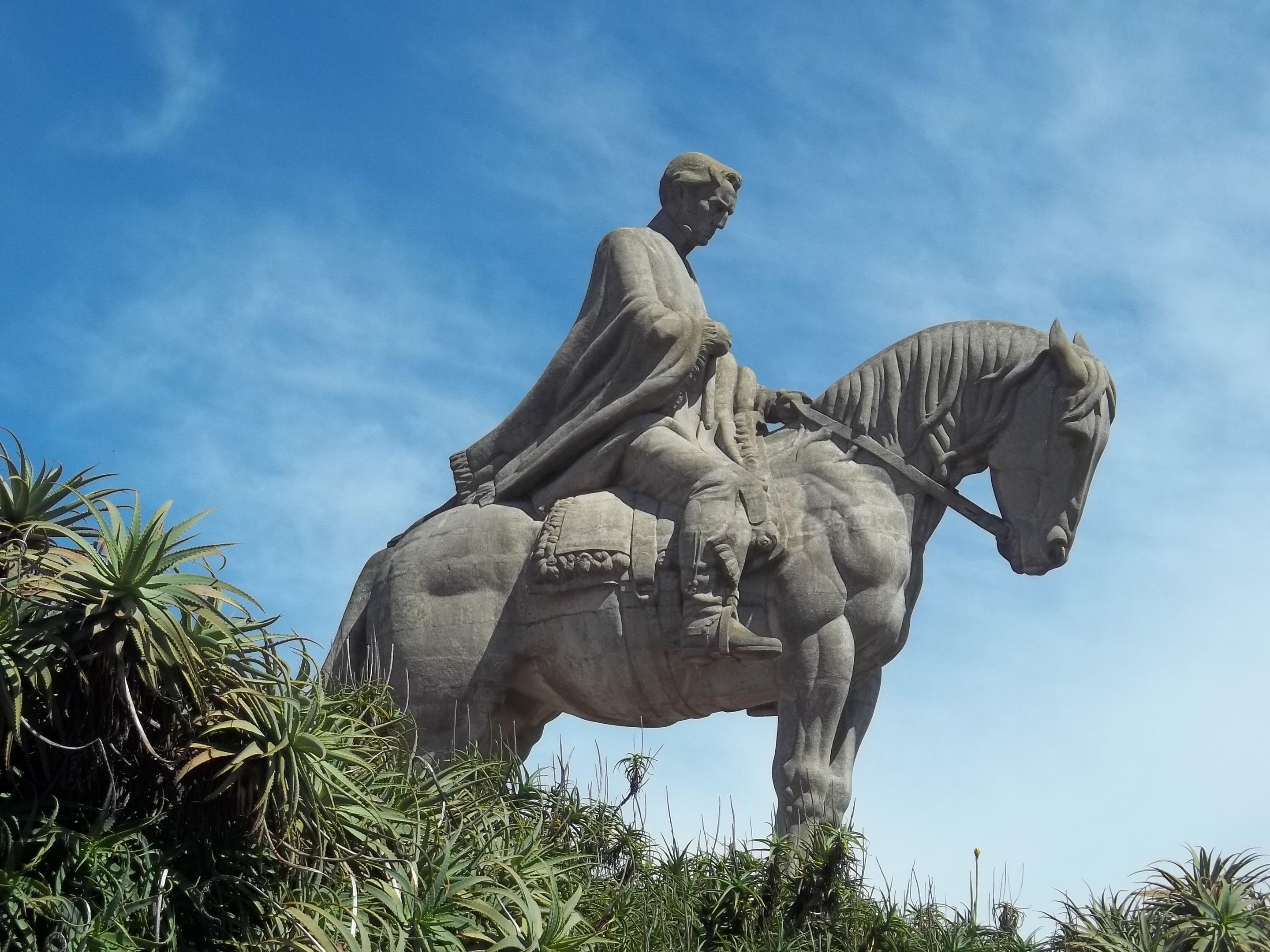
دومین سواردیس بلند جهان: ژنرال خوزه گرواسیو آرتیگاس در میناس، اروگوئه

بزرگ‌ترین سواردیس جهان تندیس اسب‌سوار چنگیزخان است که در سال ۲۰۰۹ در ۵۴ کیلومتری اولان‌باتور پایتخت مغولستان ساخته‌شد. این مجسمه در محلی به نام تسونجین بولدوگ ساخته شده که بر پایه افسانه‌ها، چنگیزخان در آن‌جا «تازیانه زرین» را یافته‌است.
پیش از ساخت این تندیس، بنای یادبودی از خوزه گرواسیو آرتیگاس، قهرمان ملی اوروگوئه که در شهر میناس اروگوئه برپا شده بزرگ‌ترین سواردیس جهان بود. این بنا ۱۸ متر بلندا و ۹ متر درازا دارد و وزن آن ۱۵۰ هزار کیلو است.

## نگارخانه

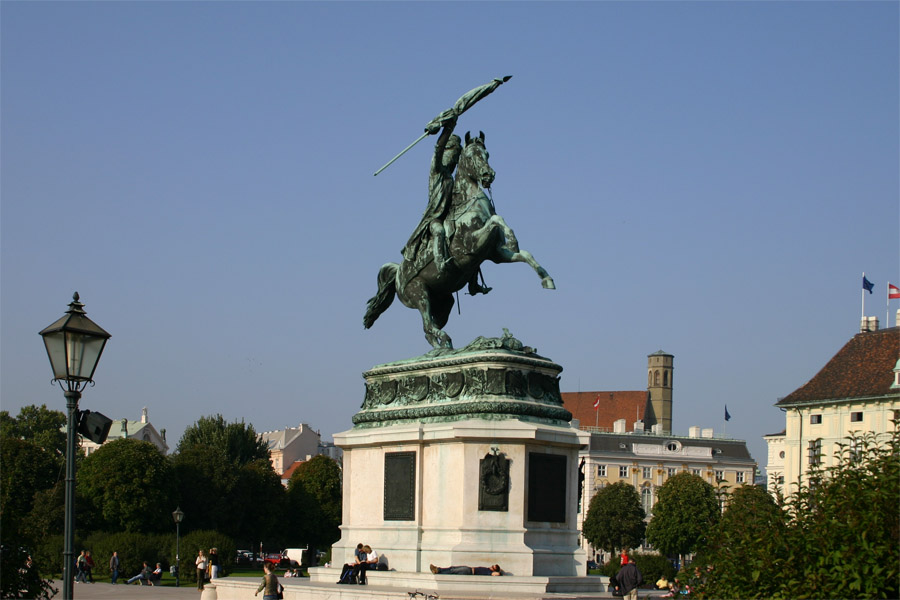
مجسمه  هنری چهارم در پونت نوف، پاریس
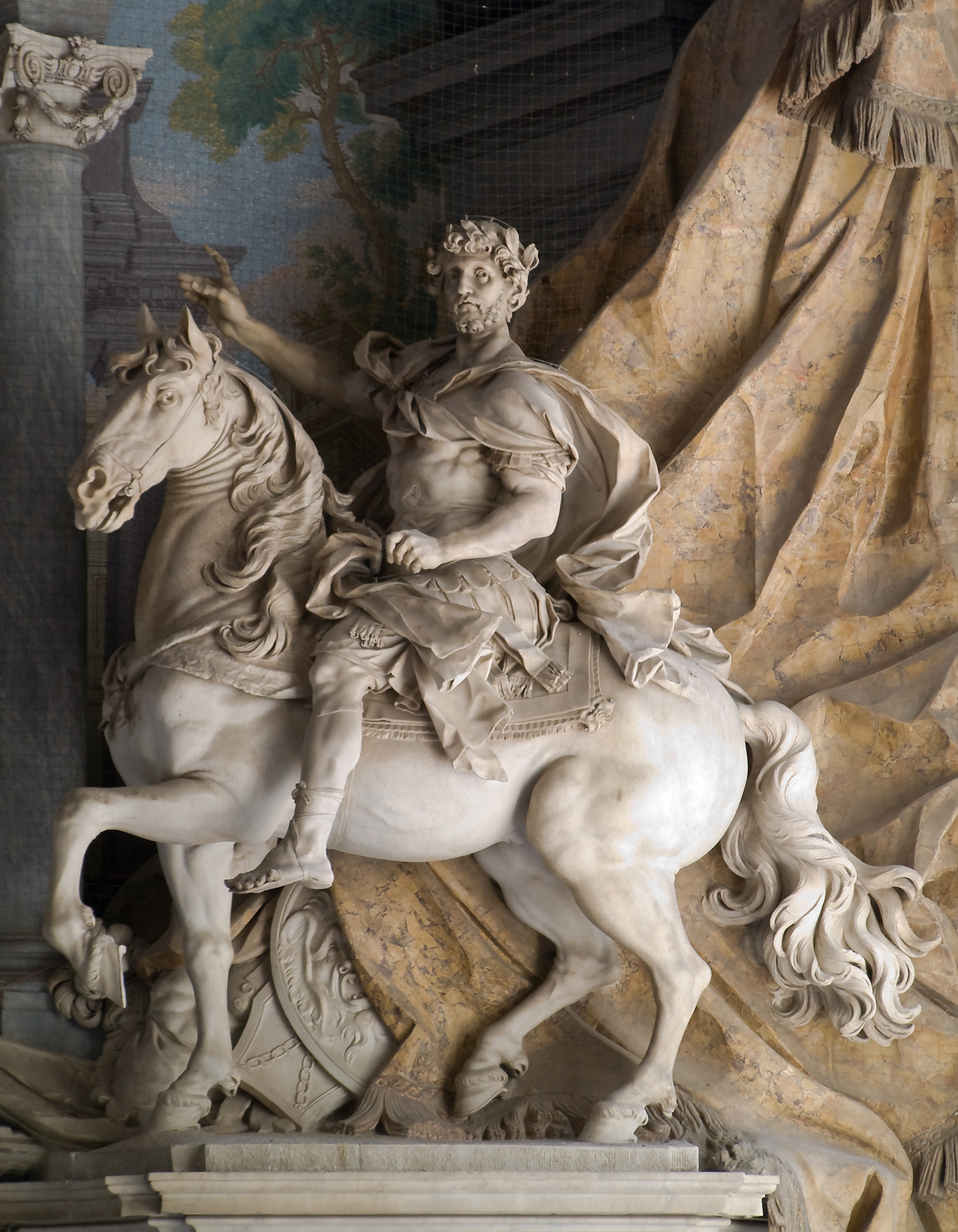
مجسمه شارلمانی توسط آگوستینو کورناچینی، خیابان کلیسای پیتر، واتیکان
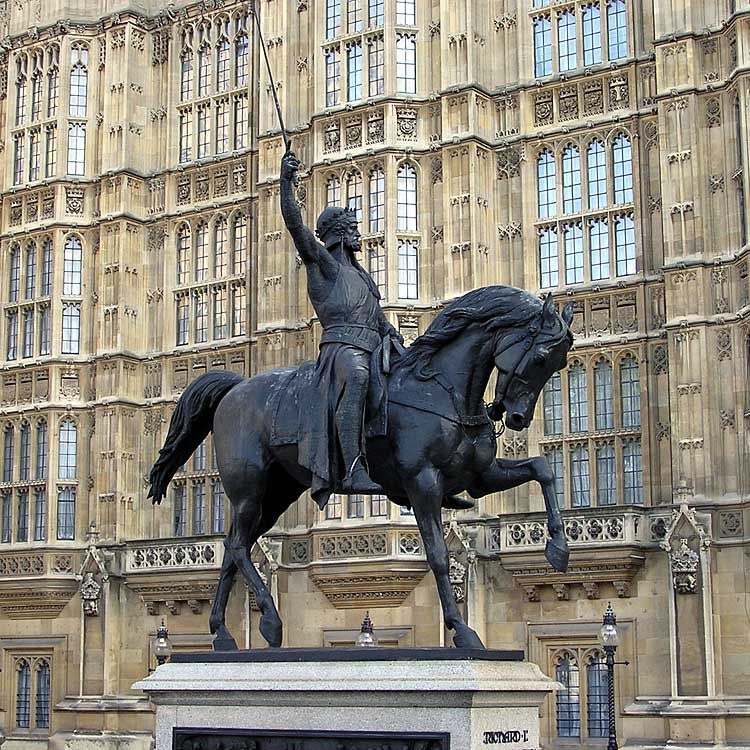
مجسمه ریچارد اول، وستمینستر
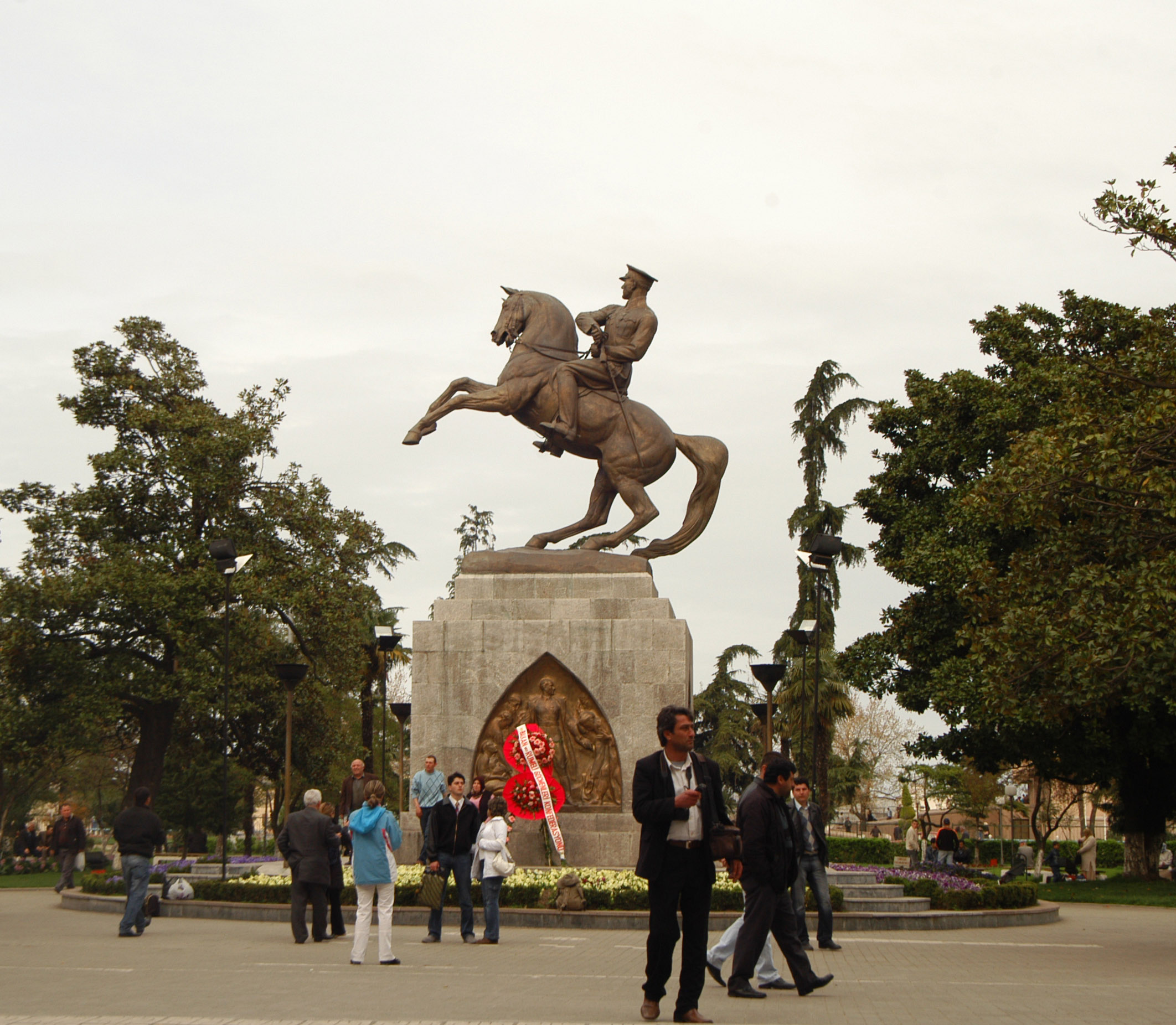
مجسمه آتاترک در سامسون توسط هاینریش کریپل (1931).
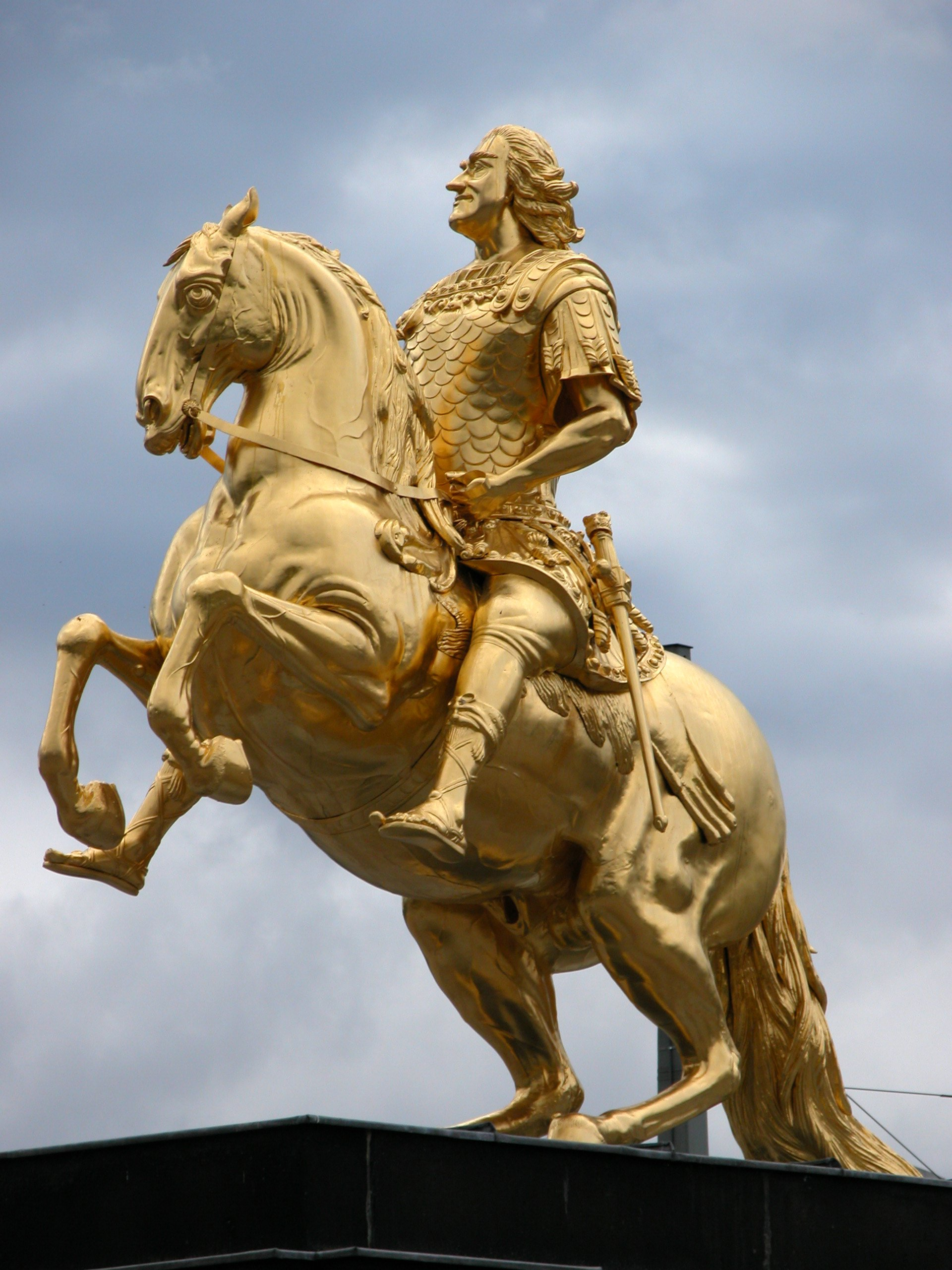
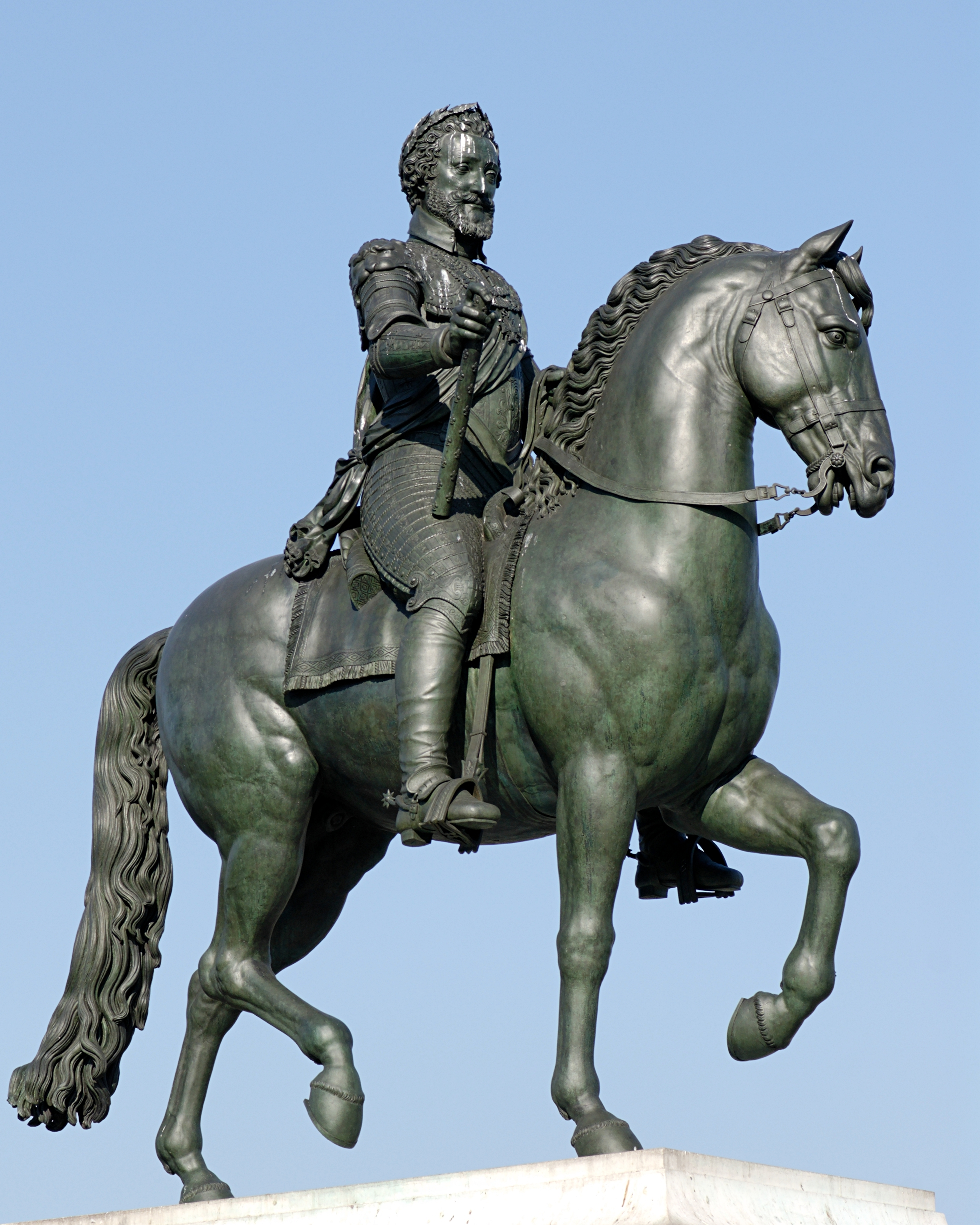
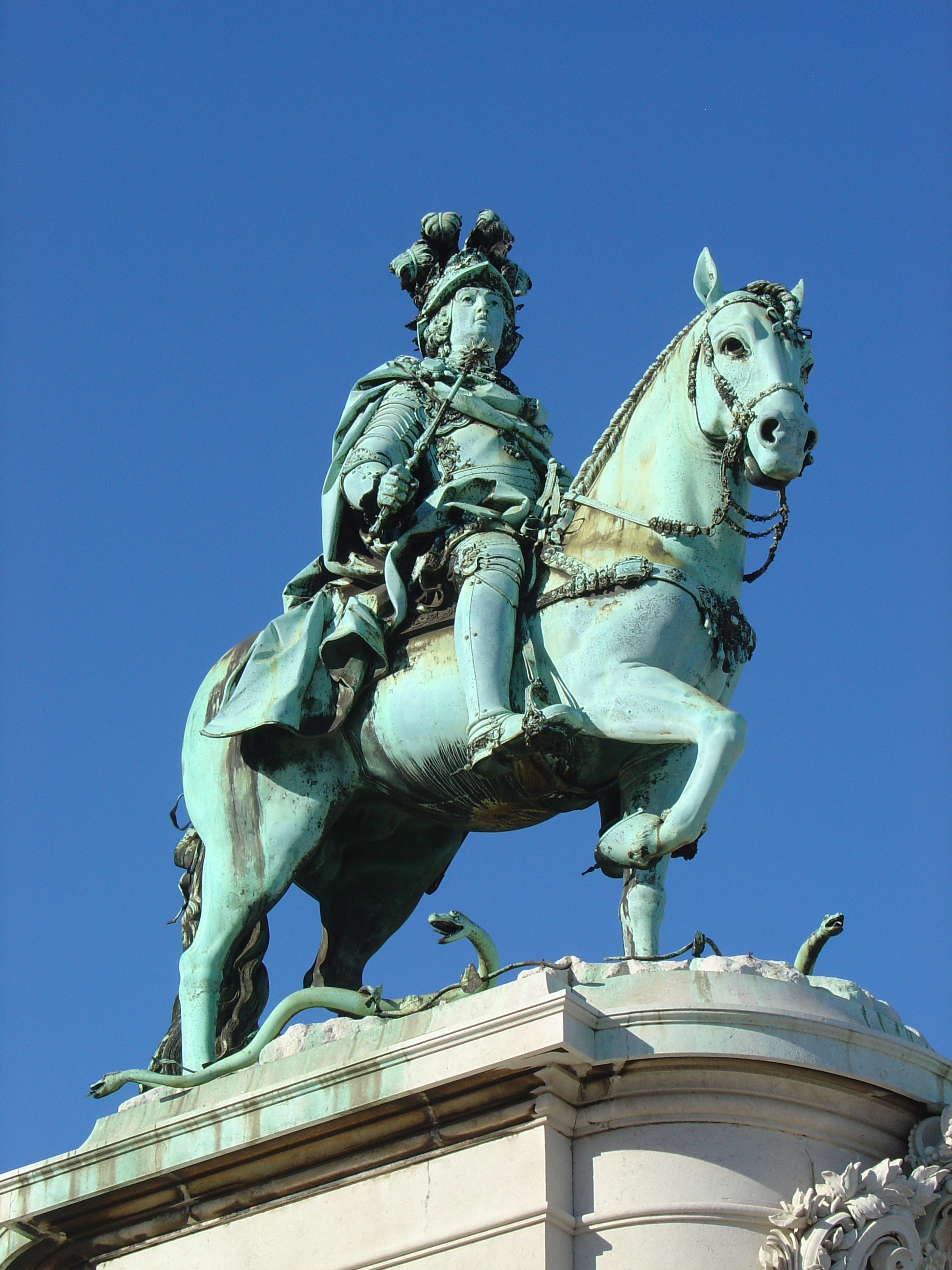
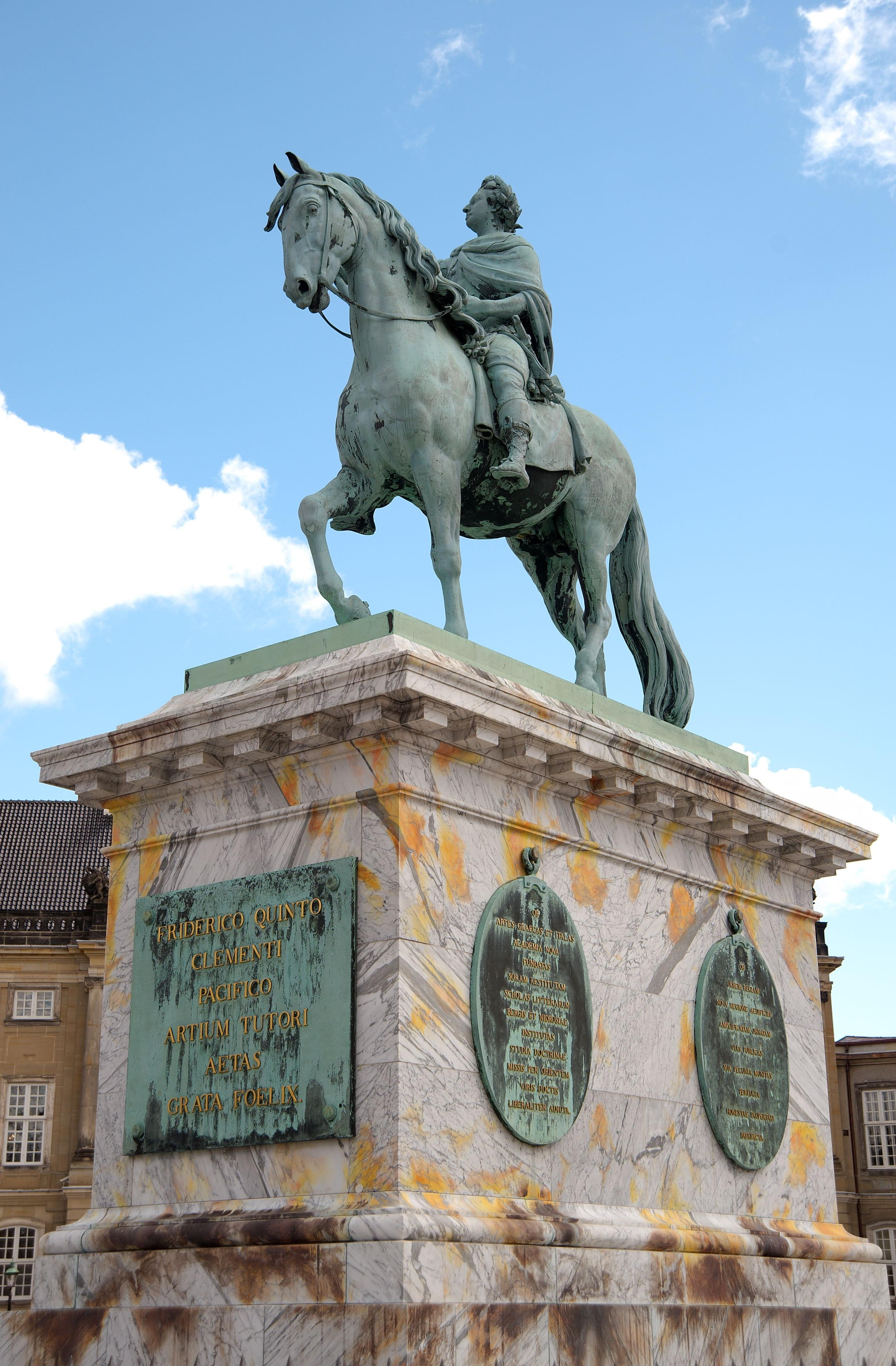
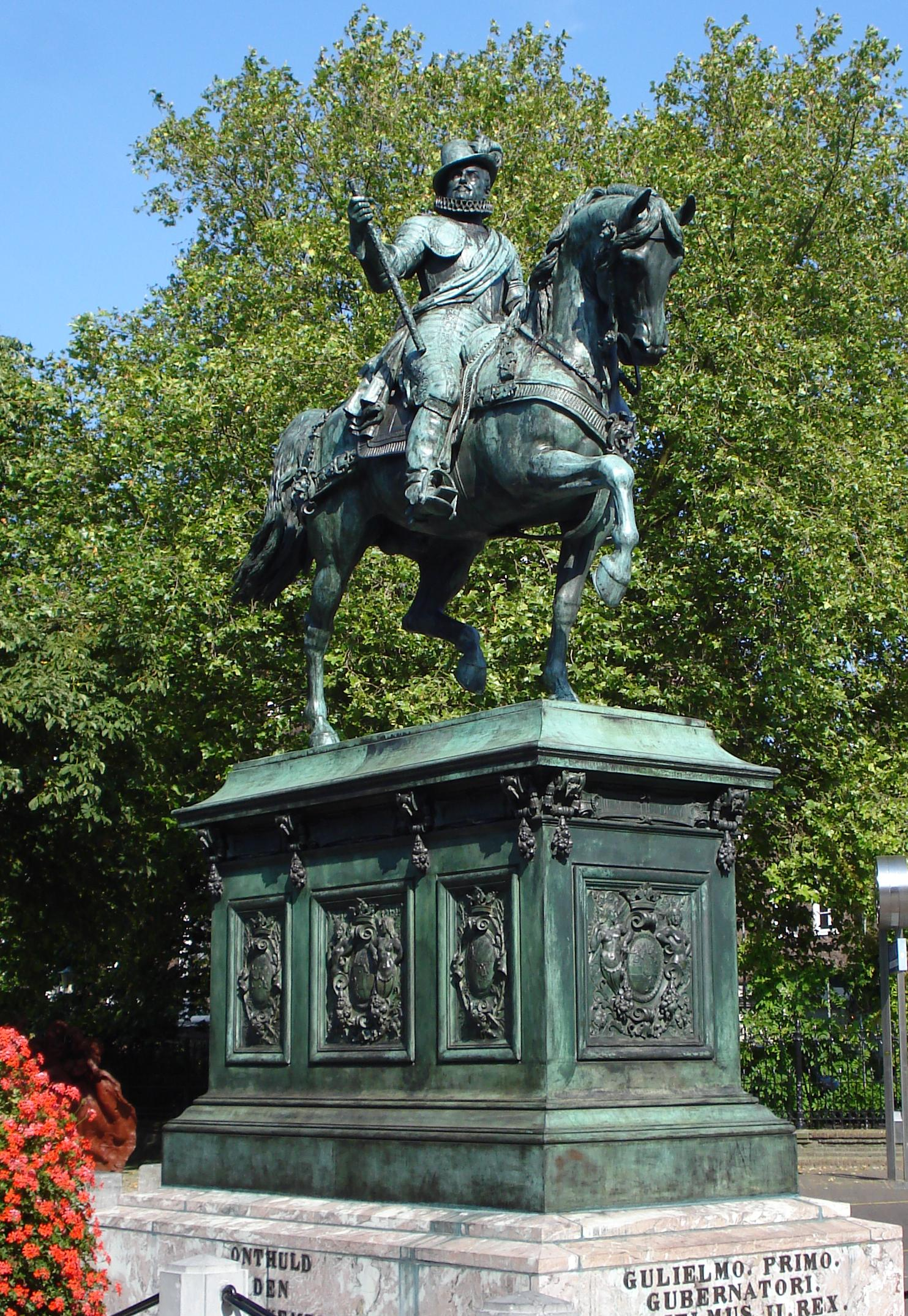
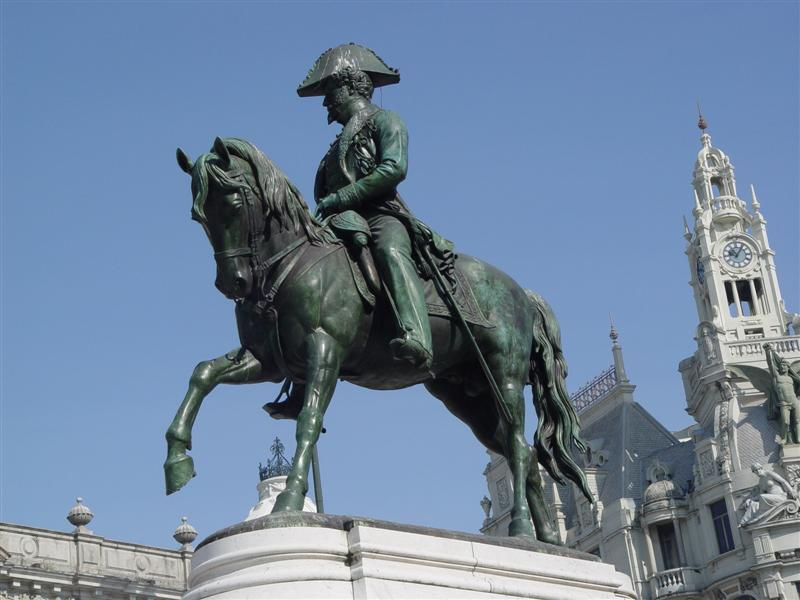
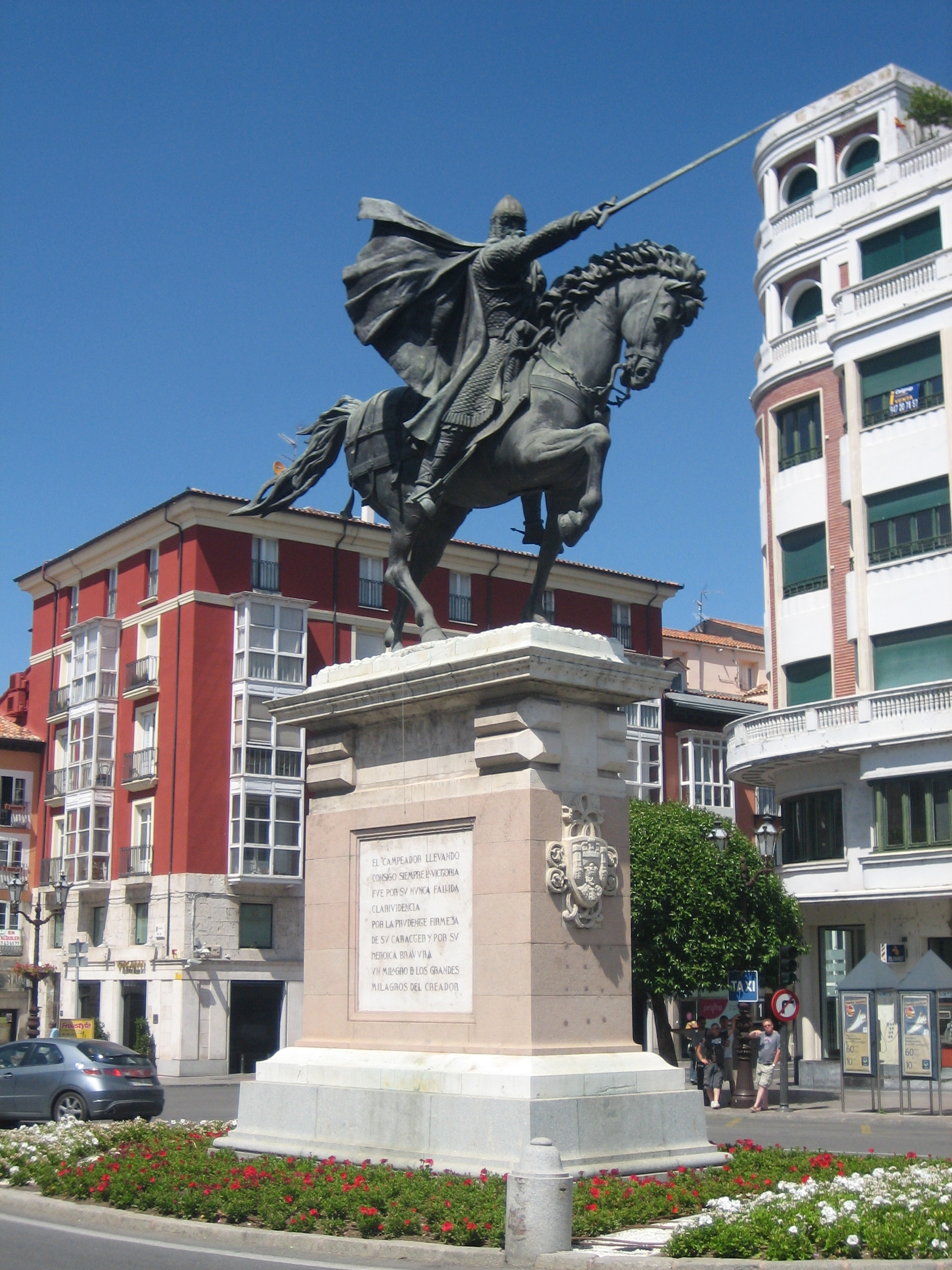
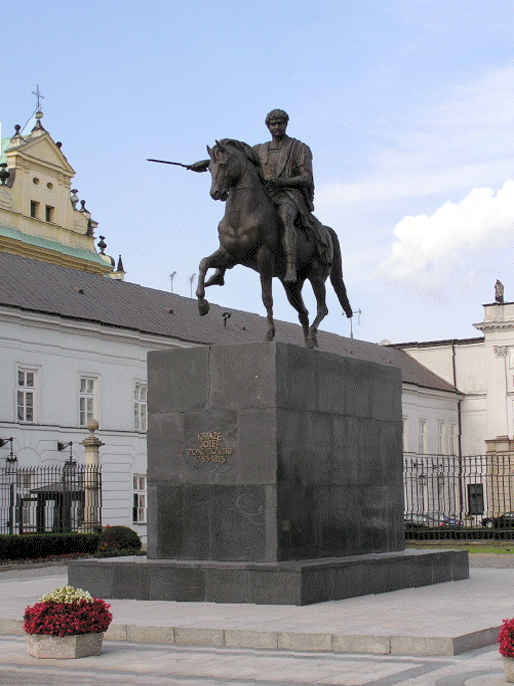
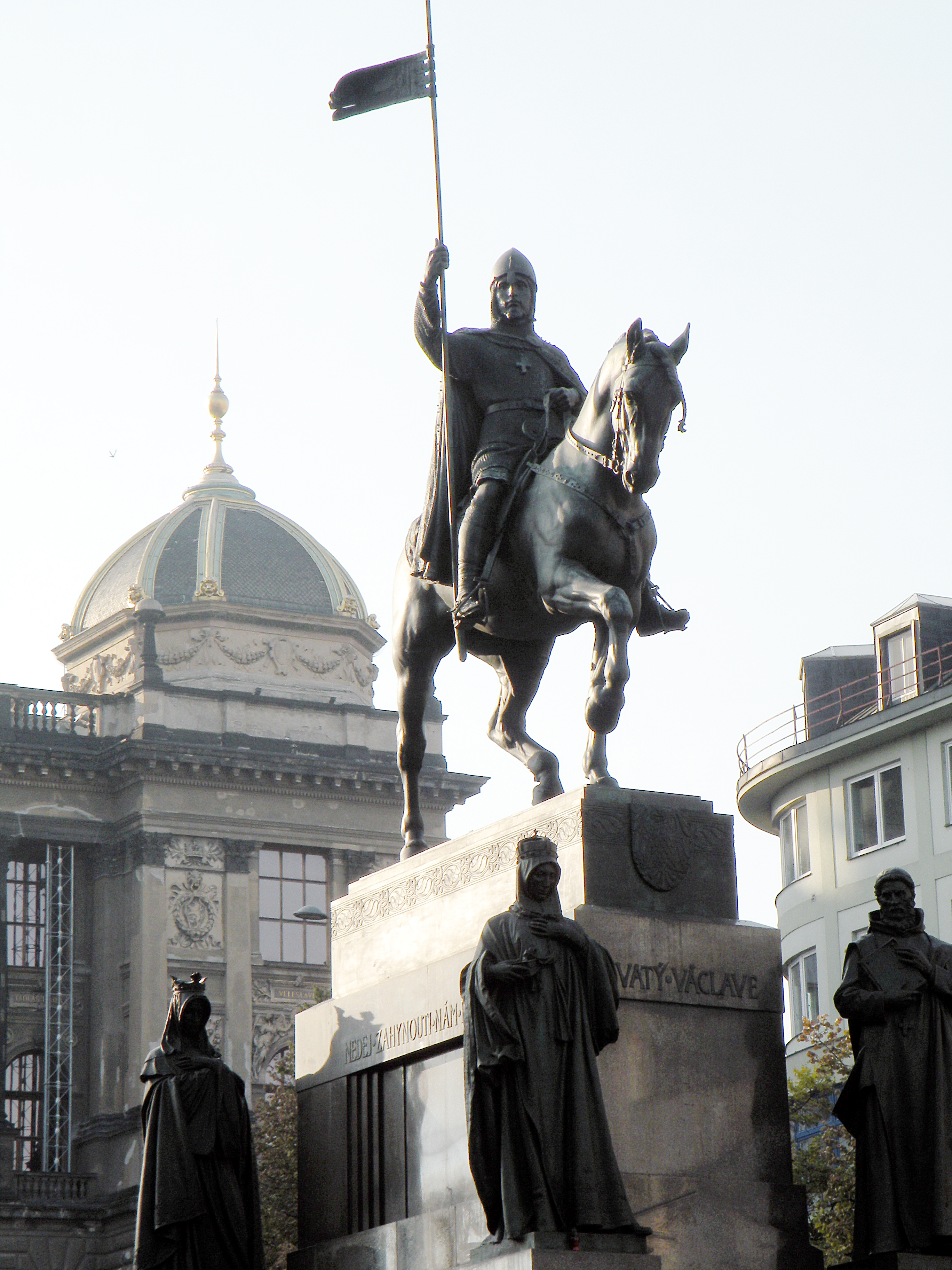